# Nemalion
Nemalion, rod crvenih alga smješten u vlastitu porodicu Nemaliaceae. Postoji devet priznatih vrsta

## Vrste
1. Nemalion amoenum (Pilger) Børgesen
2. Nemalion attenuatum J.Agardh
3. Nemalion cari-cariense Schnetter
4. Nemalion elminthoides (Velley) Batters
5. Nemalion longicolle Børgesen
6. Nemalion lubricum Duby –tipična
7. Nemalion multifidum (Lyngbye) Chauvin
8. Nemalion perpusillum Børgesen
9. Nemalion vermiculare Suringar